# پروژه خانه مدل ۲۰۲۰
پروژهٔ مدل خانهٔ ۲۰۲۰ چشم‌اندازی به ساختمان‌هایی با آب و هوای خنثی است که دارای درجهٔ بالایی از قابلیت زندگی می‌باشند. این پروژه در سال ۲۰۰۹ آغاز شد و شامل احداث شش خانه در پنج کشور در کل اروپا می‌باشد.
در این پروژه هر ساختمان به گونه‌ای طراحی می‌شود که به اقلیم‌های مختلف، شرایط معماری و فرهنگی کشورهایی که در آن ساخته می‌شود پاسخ گفته و آنها را منعکس نماید. پس از تکمیل فرایند احداث ساحتمان، خانه‌ها برای یک دورهٔ آزمایشی ۶ تا ۱۲ ماهه برای بازدید عموم باز می‌شوند و پس از آن فروخته می‌شوند. هر خانه در طول دورهٔ آزمایشی مورد پایش قرار می‌گیرد تا مشخص شود آزمایش‌ها در شرایط زندگی واقعی چگونه انجام می‌شوند.
یافته‌ها با دیگر پروژه‌ها، کارشناسان صنایع و پیمان‌کاران به اشتراک گذاشته می‌شوند تا تأثیرات همکاری در صنعت ساختمان‌سازی ایجاد شود تا بتوانند به راه‌کارهایی برای رسیدن به ساختمان‌های پایدار برسند.
خانه‌هایی در دانمارک در سال ۲۰۰۹ ساخته شد، آنهایی که در آلمان واسترالیا بودند در سال ۲۰۱۰ ساخته شده و مواردی که در بریتانیا وفرانسه هستند، به گونه‌ای برنامه‌ریزی شدند که تا سال ۲۰۱۱ به اتمام برسند.

## پیش‌زمینه
پیمان خانه‌های فعال (Active House Alliance) مجموعه‌ای از اصول را برای ساخت «خانه‌های فعال» معرفی نمود، که روی حصول تعادلی میان انرژی، اقلیم داخلی ومحیط متمرکز بود. پروژی مدل خانهٔ ۲۰۲۰ در توافق کاملی با اصول خانه‌های فعال می‌باشد.
این پروژه مورد حمایت گروه VELUX است که با دولت محلی و منطقه‌ای، تأمین کنندگان، معماران، مهندسان و محققین در حال همکاری می‌باشد. پروژهٔ مدل خانهٔ ۲۰۲۰ آزمایش می‌کند که چگونه اصول خانه‌های فعال در شرایط زندگی واقعی کار می‌کنند. سپس دانش استخراج شده از پروژه‌ها به صورت اسنادی نگاه داشته شده و برای اجرای نقش فعال در توسعهٔ ساختمان‌های پایدار به کار می‌رود.

## پروژه‌ها
- آزمایش ۱: «خانه‌ای برای زندگی» در دانمارک که در سال ۲۰۰۹ ساخته شد. خانه‌ای برای زندگی یک پیشنهاد تخیلی برای خانهٔ خانوادگی آینده می‌باشد.[۲] این ساختمان نتیجهٔ یک پروژهٔ بین‌رشته‌ای برای ادغام مسائل مرتبط با مصرف انرژی، راحتی و جاذبهٔ بصری در یک نهاد کل‌نگر بوده، و این پارامترها به طور متقابل تکاملی بوده و کیفیت زندگی در این خانه و دنیای اطراف آن را به حداکثر می‌رساند.
- آزمایش ۲: «فانوس دریایی سبز» در دانمارک در سال ۲۰۰۹ ساخته شد. فانوس دریایی سبز اولین ساختمان کربن-خنثی عمومی در دانمارک است. این کار در یک مشارکت استراتژیک بین دانشگاه کوپنهاگ دانشگاه کوپنهاگ،[۳] گروه VELUX، VELFAC، دانشگاه دانمارک و آژانس املاک و شهرداری کوپنهاگ انجام شد. دیدگاهی که پشت این پروژه بود، برپایی چراغ‌های راهنمایی بود که مسیری را نشان می‌داد که به ساختمان اقلیم-خنثی آینده می‌رسید که بهترین آب و هوای داخلی با حجمی از نور روز و هوای تازه برای لذت و سلامت و راحتی ساکنان آن را فراهم می‌کرد.
- آزمایش ۳: «خانهٔ نورخورشید» در سال ۲۰۱۰ در اتریش ساخته شد. خانهٔ نورخورشید اولین خانهٔ کربن - خنثی و خانوادگی است. هدف آن ساختن خانه‌ای با معماری برانگیزاننده و لذت‌بخش است که روی سقف‌های شیب‌دار تمرکز دارد. این خانه باید برای عموم قابل خرید بوده و در نتیجه باید دارای مشخصات خاصی از لحاظ ابعاد، مواد و ظاهر باشد. خانهٔ نور خورشید نسبت فوق‌العاده بالایی از نور خورشید را فراهم کرده و از طریق کاهش مصرف کلی انرژی و با استفاده از انرژی تجدیدپذیر به تعادل انرژی مثبتی می‌رسد.[۴]
- آزمایش 4: LichtAktiv Haus که در سال ۲۰۱۰ در آلمان ساخته شد. LichtAktiv Haus اولین نوسازی خنثی-دی‌اکسیدکربن Siedlerhaus می‌باشد که یک خانهٔ نیمه منفصل از دههٔ ۱۹۵۰ می‌باشد که در منطقهٔ ویلهلمسبرگ هامبورگ مستقر است. استراتژی نوسازی مبتکرانه، ماکزیمم قابلیت زیستن را با کارایی بهینهٔ انرژی ترکیب می‌کند. ساختار محکم و بستهٔ ساختمان به اتاق‌های جادارای با سطوح نور روز تغییر شکل داده است که بهترین راحتی زندگی را برای ساکنان آن فراهم می‌سازد. تهویهٔ طبیعی، هوای داخلی سالم را تضمین می‌کند. هدف اکنون خودکفایی در انرژی می‌باشد.
- آزمایش ۵: خانه‌های نورکربن (CarbonLight Homes) در بریتانیا در سال ۲۰۱۱ افتتاح شد.[۵] خانه‌های نورکربن اولین خانه‌های جدید در بریتانیا هستند که به گونه‌ای طراحی و ساخته شده‌اند که با تعریف جدید دولت بریتانیا پیرامون کربن صفر منطبق باشد. این خانه‌ها به گونه‌ای طراحی شده‌اند که خانه‌های واقعی برای مردم واقعی باشند، با تکنیک‌های ساختمان‌سازی که برای استفاده توسط معماران معمولی نیز مناسب باشد. خانه‌های نور کربن از طبیعت به شیوهٔ هوشمندانه‌ای استفاده می‌کنند تا نور روز را به حداکثر رسانده و یک سبک زندگی پایدار را تشویق کنند. طراحی این خانه‌ها به صورت پلان باز است و سطح بالایی از نور روز و تهویهٔ طبیعی را با هم اغام می‌کند تا مصرف انرژی را به حداقل رسانده و احساس اجتماع را ایجاد نماید. این خانه‌ها نشان می‌دهند که طراحی عقل سلیم می‌تواند برای برپایی خانه‌های پایدار الهامی استفاده شود که می‌توانند به سادگی توسط بناسازان خانه‌های بریتانیا تکرار شوند.
- آزمایش 6: Maison Air et Lumiere در فرانسه در سال ۲۰۱۱ افتتاح شد. این خانه نسل جدیدی از خانه‌های فعال است که کیفیت زندگی ساکنان را در مرکز راه‌کار محیطی‌اش قرار داده است. خصوصیات منحصر به فرد این خانه در کاربرد هوشمندانهٔ سقف‌های شیب‌دار برای ترکیب کردن رفاه و کارایی انرژی منعکس شده است.[۶] مفهوم معماری آن بر مبنای شیب‌های مختلف سقف می‌باشد که توانایی آن در گرفتن نور خورشید را افزایش داده، و آن را به خانه‌ای با انرژی مثبت تبدیل می‌نماید.

## چالش‌ها
اتحادیهٔ اروپا (EU) یک بستهٔ جامع را برای سیاست انرژی اروپا در سال ۲۰۲۰ ارائه کرده است. این بسته شامل بیانیه‌های اعضای اتحادیهٔ اروپا پیرامون کاهش مصرف انرژی و خروج گازهای گلخانه‌ای به میزان ۲۰ درصد می‌باشد. علاوه‌براین، کلیهٔ اعضای اتحادیهٔ اروپا اظهار داشته‌اند که باید ۲۰ درصد کل مصرف انرژی از منابع انرژی تجدیدپذیر نشأت بگیرد. بر اساس آمار اتحادیهٔ اروپا:
- مردم اتحادیهٔ اروپا ۹۰ درصد از وقت‌شان را در محیط‌های بسته (مانند خانه) می‌گذرانند.
- ساختمان‌ها بیش از ۴۰ درصد کل مصرف انرژی اتحادیهٔ اروپا را مصرف می‌کنند.
- بالغ بر ۲۰ درصد از ساختمان‌های واقع در اتحادیهٔ اروپا آب و هوای داخلی سالمی را فراهم نمی‌کنند.